# Présomption d'innocence
« Présumé innocent » redirige ici. Pour les autres significations, voir Présumé Innocent.

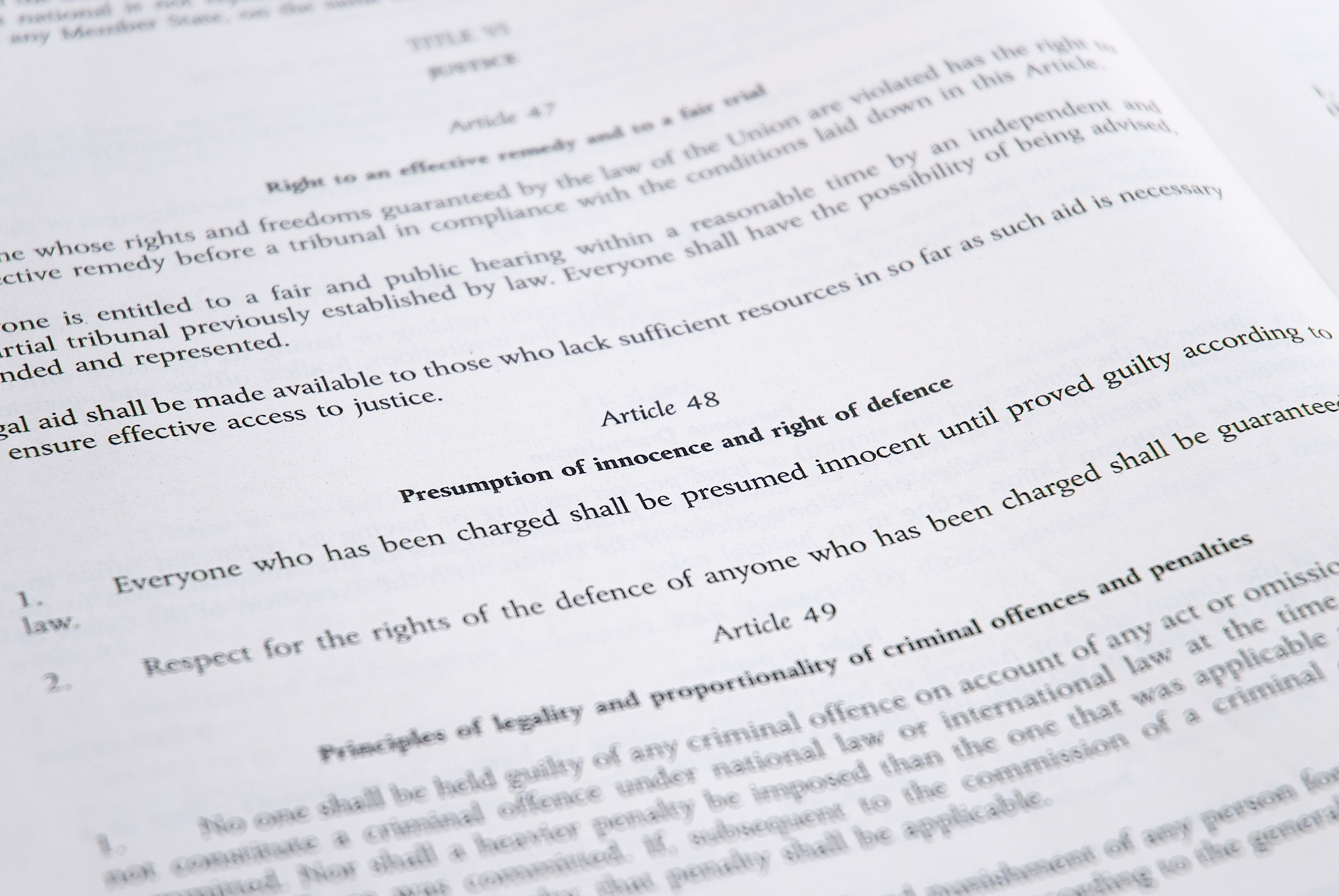
Article 48 de la Charte des droits fondamentaux de l'Union européenne traitant de la présomption d'innocence (en anglais).

La présomption d'innocence est un principe juridique selon lequel toute personne qui se voit reprocher une infraction est réputée innocente tant que sa culpabilité n’a pas été légalement démontrée.
La plupart des pays d'Europe reconnaissent et utilisent le principe de la présomption d'innocence (article 6 de la Convention européenne des droits de l'homme).

## Définitions et portée
La présomption d'innocence, telle qu'entendue actuellement dans la plupart des pays d'Europe, se fonde sur l'article 11 de la Déclaration universelle des droits de l'homme de 1948 de l'ONU qui la formule de la façon suivante :

« Article 11. Toute personne accusée d'un acte délictueux est présumée innocente jusqu'à ce que sa culpabilité ait été légalement établie au cours d'un procès public où toutes les garanties nécessaires à sa défense lui auront été assurées.
Nul ne sera condamné pour des actions ou omissions qui, au moment où elles ont été commises, ne constituaient pas un acte délictueux d'après le droit national ou international. De même, il ne sera infligé aucune peine plus forte que celle qui était applicable au moment où l'acte délictueux a été commis. »

D'autres articles précédant l'article 11 fondent les modalités d'application de la présomption d'innocence. Ce sont :
1. L'article 7 qui établit la Déclaration des droits de l'homme comme source de tout droit. Ce qui signifie que tous les droits subsidiaires doivent se conformer à ladite déclaration. Parmi les droits subsidiaires s'inscrivent :
  - le droit constitutionnel de chaque État, car la « Déclaration universelle des droits de l'homme » se veut supranationale,
  - le droit législatif voté par les parlements nationaux dont la conformité aux constitutions est vérifié par des organes de juridiction spécialisés (au Canada, la Cour suprême du Canada ; aux États-Unis, Cour suprême fédérale ; en France, Conseil constitutionnel),
  - a fortiori le droit réglementaire, censé donner les modalités d'application du droit législatif ou régler les dispositions pratiques à l'intérieur d'entités reconnues personnes morales doivent être conformes à la fois aux dispositions du droit législatif dont il découle et par ricochet, au droit constitutionnel.
2. Les articles 8 et 10 qui établissent les droits de la défense et les modalités de son application : le tribunal doit être équitable et impartial, c'est-à-dire indépendant des parties et indépendant du pouvoir politique.
3. L'article 9 reformule l'habeas corpus dont la déclaration des droits de l'homme est un développement.

La présomption d'innocence est également reconnue :
- à l'article 14-2 du pacte international relatif aux droits civils et politiques ;
- à l'article 48 de la Charte des droits fondamentaux de l'Union européenne ;
- à l'article 6 de la Convention européenne des droits de l'homme.

## Par pays

### Afrique du Sud
Dans la Constitution sud-africaine, l’article 35 (3) (h) de la Charte des droits dispose que : « Tout accusé a le droit à un procès équitable, ce qui comprend le droit d’être présumé innocent, de garder le silence et de ne pas témoigner pendant la procédure ».

### Canada
Au Canada, l’article 11 paragraphe d, de la Charte canadienne des droits et libertés disposer que : « Toute personne inculpée pour infraction est présumée innocente jusqu’à ce que sa culpabilité soit établie conformément à la loi, lors d’une audience équitable et publique devant un tribunal indépendant et impartial. »
Outre la présomption d'innocence, le premier alinéa fonde les droits de la défense. Le deuxième alinéa fonde le principe de légalité et de non rétroactivité des délits et des peines. Le droit canadien formule cette définition de façon explicite dans son Code criminel et dans sa Charte canadienne des droits et libertés :

« Tout inculpé a le droit d’être présumé innocent tant qu’il n’est pas déclaré coupable, conformément à la loi, par un tribunal indépendant et impartial à l’issue d’un procès public et équitable. »

### Colombie
Dans la Constitution colombienne, Titre II, chapitre 1, article 29, il est écrit que « Toute personne est présumée innocente jusqu'à ce que sa culpabilité soit établie conformément à la loi ».

### États-Unis
(novembre 2019).
Si vous disposez d'ouvrages ou d'articles de référence ou si vous connaissez des sites web de qualité traitant du thème abordé ici, merci de compléter l'article en donnant les références utiles à sa vérifiabilité et en les liant à la section « Notes et références ».
Bien que ce principe soit présent aux États-Unis, il ne dispose pas des mêmes garanties qu'en Europe et sa conception se manifeste de manière différente.
La constitution américaine ne le cite pas explicitement mais il est admis qu'il découle des cinquième, sixième et quatorzième amendements. Dans le cinquième amendement, il est notamment édicté que « L'accusé » a le droit à un procès équitable et rapide devant un jury local et impartial, ainsi qu'à un avocat. Le quatrième quant à lui interdit toutes sanctions sans procédure régulière et équitable.
L'affaire Coffin en 1895, donne lieu à un jugement rendu par la Cour suprême des États-Unis, qui a posé le principe de présomption d'innocence comme fondamental et fait jurisprudence depuis cette date. Ladite Cour a précisé d'un commentaire le jugement rendu : « Le principe de présomption d'innocence en faveur de l'accusé est une loi incontestable, axiomatique et élémentaire, et son application est à la base de l'application de notre droit pénal [...] Nous concluons donc que la présomption d'innocence fait foi en faveur de l'accusé, qu'elle est reconnue par la loi et qu'il convient de maintenir ce qui constitue un « doute raisonnable ». [...] »
Du fait de ce principe, les tribunaux américains recourent très peu à la détention provisoire, contrairement à certains pays d'Europe. Toutefois, aux États-Unis les procureurs enquêtent exclusivement à charge et les avocats de la défense à décharge. Les tribunaux tranchent en faveur de la thèse la plus concluante. Cette procédure est dite « accusatoire ».
Enfin, la possibilité de « plaider coupable », soit de mettre volontairement fin à la présomption d'innocence, est un droit très spécifique au système américain qui n'a pas beaucoup d'équivalent en Europe. Il permet en contrepartie des aveux de l'accusé, l’abandon d’un certain nombre de chefs d'accusation, une peine moindre et évite un procès public. Ces atouts font qu'une écrasante majorité de causes américaines se concluent ainsi. Cependant, l'accusé doit alors s’acquitter, au civil, de dommages et intérêts en faveur de sa victime, et ceux-ci sont proportionnels à la fortune du condamné. En France, un équivalent existe, depuis 2004 seulement.

### France

#### Textes législatifs
Le principe est affirmé par l'article 9 de la Déclaration des droits de l'homme et du citoyen du 26 août 1789 (auquel fait référence le préambule de la constitution actuelle) :

« tout homme étant présumé innocent jusqu'à ce qu'il ait été déclaré coupable... »

Il est décliné dans l'article préliminaire du code de procédure pénale :

« III. - Toute personne suspectée ou poursuivie est présumée innocente tant que sa culpabilité n'a pas été établie. Les atteintes à sa présomption d'innocence sont prévenues, réparées et réprimées dans les conditions prévues par la loi. »

 (introduit par la loi française du 15 juin 2000 sur la présomption d'innocence).
Le CPP prévoit également, dans son article 304, le rappel de ce principe aux jurés d'assises, lors de leur prestation de serment :

« Vous jurez et promettez [...] de vous rappeler que l'accusé est présumé innocent et que le doute doit lui profiter »

De même, l'article 9-1 du code civil français, créé en 1993, pose le principe de la présomption d'innocence : 

« Chacun a droit au respect de la présomption d'innocence. »

#### Conséquences pratiques
Qu'elle ait lieu à l'audience ou lors d'une procédure séparée, l'application de la présomption d'innocence suppose une instruction, au cours de laquelle on examine les faits à charge et à décharge et l'on confronte les preuves réunies par les deux parties. Cette instruction peut s'achever par une ordonnance de non-lieu si les faits ne peuvent pas être clairement établis. La publicité donnée à l'accusation sans contrepartie dans les organes de presse imprimés ou audiovisuels est alors considérée comme une diffamation sauf publication d'une information concernant le non-lieu. En France, cette publication est prévue par la loi du 4 janvier 1993 ; le juge d'instruction ou la chambre d'accusation sont à même d'en préciser les termes.

En France, l'article 9-1 du code civil décrit la présomption d'innocence assortie de la possible réparation de ses atteintes : 

« Chacun a droit au respect de la présomption d'innocence. Lorsqu'une personne est, avant toute condamnation, présentée publiquement comme étant coupable de faits faisant l'objet d'une enquête ou d'une instruction judiciaire, le juge peut, même en référé, ordonner l'insertion d'une rectification ou la diffusion d'un communiqué aux fins de faire cesser l'atteinte à la présomption d'innocence, sans préjudice d'une action en réparation des dommages subis et des autres mesures qui peuvent être prescrites en application du nouveau code de procédure pénale et ce, aux frais de la personne physique ou morale, responsable de l'atteinte à la présomption d'innocence. »

#### Jugements d'atteintes à la présomption d'innocence
Certaines affaires ont jugé non conforme au principe de présomption d’innocence tel que :
- Cour européenne des droits de l'homme, 10 février 1995 et 7 août 1996, Allenet de Ribemont c. France : la Cour rappelle les pouvoirs publics à leurs devoirs de réserve devant l'action judiciaire en condamnant la France pour violation de l'article 6 de la Convention européenne des droits de l'homme ; toute personne accusée d'une infraction est présumée innocente jusqu'à ce que sa culpabilité ait été légalement établie. Michel Poniatowski, ministre français de l’Intérieur, immédiatement après l’assassinat du prince Jean de Broglie, a publiquement dénoncé comme instigateur de l'assassinat un homme qui a finalement fait condamner la France à Strasbourg pour « atteinte à la présomption d'innocence », obtenant une indemnisation de plus de deux millions de francs français. Aucun tribunal français ne suit Michel Poniatowski en condamnant ce coupable prédésigné. La Cour souligne que les prescriptions de l'article 6 de la Convention européenne des droits de l'homme garantissant la présomption d'innocence s'appliquent à tous les niveaux d'intervention de l'autorité publique.
- Le 10 juin 2009, le Conseil constitutionnel censure certains articles du projet de loi HADOPI sur le téléchargement illégal au motif que le projet de loi enfreint le principe de présomption d’innocence[3].

### Iran
En Iran, l'article 37 de la Constitution de la République Islamique d'Iran dispose que : « L'innocence doit être présumée et nul ne peut être reconnu coupable d'une accusation que si sa culpabilité a été établie par un tribunal compétent ».

### Russie
L'article 49 de la Constitution de la Russie dispose que « Toute personne accusée d'un crime sera considérée comme non coupable jusqu'à ce que sa culpabilité soit établie conformément à la loi fédérale et établie par un tribunal ». Il est également indiqué que « le défendeur ne sera pas tenu de prouver son innocence » et « tout doute raisonnable sera interprété en faveur du défendeur ».

### Suisse
En Suisse, la Constitution fédérale prévoit que « Toute personne est présumée innocente jusqu’à ce qu’elle fasse l’objet d’une condamnation entrée en force » (article 32).
Le Code de procédure pénale suisse indique également que « Toute personne est présumée innocente tant qu’elle n’est pas condamnée par un jugement entré en force » (article 10) et que « Le prévenu n’a pas l’obligation de déposer contre lui-même. Il a notamment le droit de refuser de déposer et de refuser de collaborer à la procédure. Il est toutefois tenu de se soumettre aux mesures de contrainte prévues par la loi » (article 113).

## Présomption d'innocence et société
La présomption d’innocence est une notion polysémique. Le terme prend donc un sens plus large dans plusieurs domaines de la société. Il s'agit souvent d'une extension à travers une norme ou obligation morale ou déontologique à ne pas affirmer ou pré-juger d'une culpabilité, cette dernière étant entendue non plus au sens judiciaire, mais au sens commun de l'opinion ou de la connaissance qu'un individu aurait accompli un acte répréhensible.
Concernant les médias, la déontologie du journalisme en donne une version non légale et plus souple. Comme l'affirme le Conseil de déontologie journalistique belge, « les journalistes ne doivent en aucun cas se conformer à la présomption d’innocence au sens strict » et « ont la pleine liberté – ainsi que la légitimité démocratique – de « juger » coupable, en conscience ». Toutefois, « le respect du principe de la présomption d’innocence ne serait que le résultat de l’obligation générale de prudence* (Cf. art 4 Code de déontologie journalistique) qui s’impose à eux du fait de leur responsabilité civile ». Dans certains cas, la déontologie journalistique peut au contraire recommander d'aller contre la présomption d’innocence si l'intérêt public le justifie (voir par exemple l'article J'accuse… ! d'Émile Zola dans le journal L'Aurore le 13 janvier 1898).
Dans les échanges privés, la présomption d’innocence prend plutôt la forme d'une injonction morale, voire éthique, consistant à ne pas « juger trop vite » d'une affaire. Toutefois, opposer la présomption d’innocence à un argument par ailleurs raisonnable relève d'une rhétorique et du sophisme.[réf. nécessaire]